# Jo Valentine
Josephine Clare Valentine, baronne Valentine (né le 8 décembre 1958) est une membre Crossbencher de la chambre des Lords.

## Carrière
Elle travaille actuellement pour Business in the Community, cherchant à améliorer les résultats économiques et sociaux de certaines des villes « oubliées » de Grande-Bretagne. Elle est vice-présidente de l'UCL, directrice non exécutif de Value and Indexed Property Income Trust et présidente de Heathrow Southern Railway.
La baronne Valentine a précédemment dirigé London First pendant de nombreuses années. Elle rejoint l'organisation en 1997 en tant que directrice, avant de devenir directrice générale en 2003. La mission de London First est de faire de Londres le meilleur endroit au monde pour faire des affaires. Elle quitte l'organisation en 2016.
Avant London First, la baronne Valentine travaille dans la finance d'entreprise à la Barings Bank, où elle devient la première femme manager. En 1988, détachée de Barings, elle créé et dirige « The Blackburn Partnership », un partenariat public-privé pour régénérer Blackburn, Lancashire. En 1990, elle rejoint le groupe BOC pour diriger la fonction de financement et de planification d'entreprise, qu'elle quitte en 1995 pour créer le Central London Partnership (CLP). Elle travaille à Blackpool pendant deux ans à partir de 2017.
Elle occupe de nombreux postes non exécutifs, notamment Peabody Housing Association, HS2, Crossrail et fait partie de la National Lottery Commission. Elle est recommandée par la Commission des nominations de la Chambre des Lords pour être créée pair à vie, prenant le titre de baronne Valentine, de Putney dans le quartier londonien de Wandsworth le 10 octobre 2005.

## Éducation et famille
La baronne Valentine fait ses études à la St Paul's Girls' School et au St Hugh's College d'Oxford, où elle étudie les Mathématiques et la philosophie. Elle est membre honoraire de St Hugh's et du Birkbeck College et détient des diplômes honorifiques de l'Université de Londres et de Roehampton. Elle est mariée au capital-risqueur et auteur Simon Acland, fils d'Antony Acland, ancien ambassadeur britannique à Washington. Ils ont deux filles, Eloise Acland et Isabel Acland.